# محمد دوران
اللواء محمد دوران (ولد في 20 يناير 1954) هو ضابط عسكري أفغاني سابق وكذلك قائد سابق للقوات الجوية الأفغانية، بعد تجنيده في عام 1973. تم ترقيته إلى هذا المنصب في عام 2005 من قبل وزير الدفاع عبد الرحيم وردك والقائد العام بسم الله خان محمدي. كان موقعه الدائم في قاعدة بغرام الجوية، أكبر قاعدة جوية في أفغانستان وأحد أكبر قواعد جوية في المنطقة. تم تعيين القائد الجديد للقوات الجوية الأفغانية، أمان الدين منصور، في ديسمبر 2021.